# Glenrothes (circonscription du Parlement britannique)
Pour l’article homonyme, voir Glenrothes.
Glenrothes est une circonscription électorale britannique située en Écosse.